# Atractylis
Atractylis är ett släkte av korgblommiga växter. Atractylis ingår i familjen korgblommiga växter.

## Bildgalleri

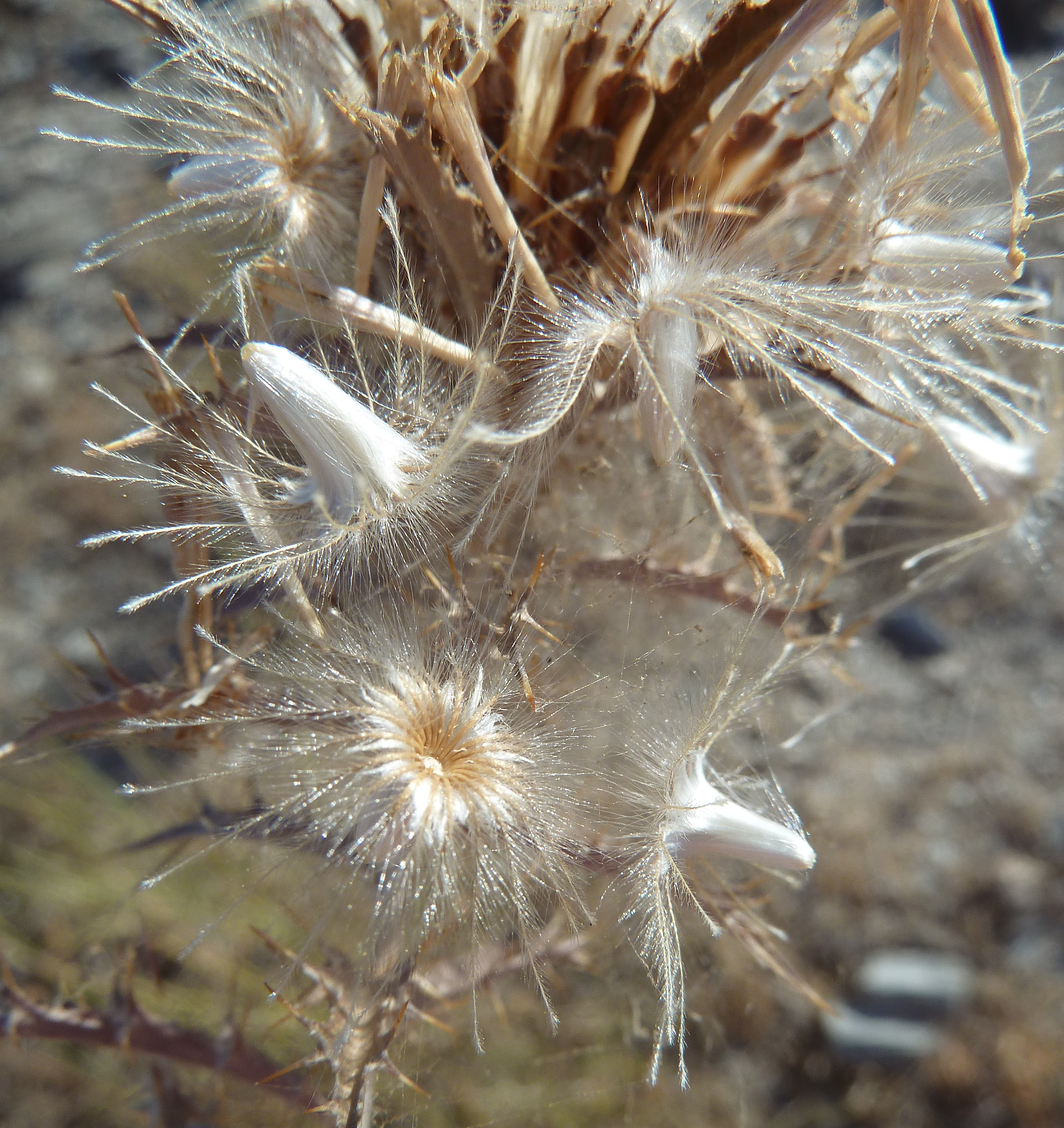

## Dottertaxa tillAtractylis, i alfabetisk ordning[1]
- Atractylis arabica
- Atractylis arbuscula
- Atractylis aristata
- Atractylis auranitica
- Atractylis babelii
- Atractylis boulosii
- Atractylis caerulea
- Atractylis caespitosa
- Atractylis cancellata
- Atractylis carduus
- Atractylis ciliaris
- Atractylis cryptocephala
- Atractylis delicatula
- Atractylis delvarii
- Atractylis echinata
- Atractylis echinops
- Atractylis humilis
- Atractylis kentrophylloides
- Atractylis mernephthae
- Atractylis mutica
- Atractylis phaeolepis
- Atractylis phazaniae
- Atractylis polycephala
- Atractylis preauxiana
- Atractylis prolifera
- Atractylis scabra
- Atractylis serrata
- Atractylis serratuloides
- Atractylis sojakii
- Atractylis spinosa
- Atractylis tutinii